# Юниън Скуеър (Сан Франциско)
Юниън Скуеър (на английски: Union Square, в превод площад „Съюз“) e площад в центъра на град Сан Франциско, щата Калифорния, САЩ. Името на площада идва от парк в непосредствена близост до него. В периода на гражданската война в САЩ на мястото са се събирали хора в подкрепа на съюзническите войски.
Юниън Скуеър е основен туристически район на Сан Франциско. Около самия площад има много хотели, магазини, бутици, ресторанти, кафета, компании и множество други сгради.